# 全印农民协会 (坎宁巷36号)

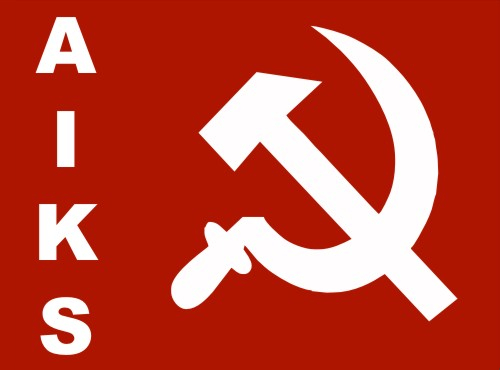
全印农民协会 (坎宁巷36号)标志

全印农民协会（英語：All India Kisan Sabha，缩写为AIKS）是印度的一个全国性农民组织，隶属印度共产党（马克思主义），有时又被称作全印农民协会 (坎宁巷36号)，以区别于印度共产党领导的全印农民协会。该组织致力于维护农民的权利和权益，并积极开展反封建运动。